# Якутское
Яку́тское — пресноводное озеро в Нижнеколымском улусе Якутии. Расположено на северо-востоке Колымской низменности, в междуречье рек Большая Чукочья и Коньковая.
Площадь поверхности — 30,5 км². Площадь бассейна — 63 км². Высота над уровнем моря — 0,2 м. Длина 9 км, максимальная ширина 4,5 км.
Якутское имеет форму близкую к овалу, вытянутому в направлении с юга на север. К востоку лежат озёра Малое и Среднее Якутские, к югу — Ягловское, к юго-западу — Мавринское. Впадает несколько незначительных ручьёв. Имеет сток в реку Эвытрыкылинвеем, впадающую в Колымский залив Восточно-Сибирского моря. В южной части два острова.
Берега низменные, местами заболочены На берегах — типичная для тундры растительность. Ближайший населённый пункт, село Колымское, находится в 124 км к югу..